# Alpioniscus
Alpioniscus è un genere di onisco acquatico dell'Europa meridionale, appartenente alla famiglia dei Trichoniscidae. 
Alpioniscus è costituito da due sottogeneri: Alpioniscus s.s. e Illyrionethes.  Uno studio del 2019 ha utilizzato analisi molecolari e tassonomiche per verificare la validità dell'attuale tassonomia, con conseguente ridescrizione di diverse specie e descrizione di tre nuove specie.

## Specie
- Alpioniscus absoloni (Strouhal, 1939)
- Alpioniscus alzonae Alpioniscus fragilis (Brian, 1921)
- Alpioniscus balthasari (Frankenberger, 1937)
- Alpioniscus boldorii Arcangeli, 1952
- Alpioniscus bosniensis (Frankenberger, 1939)
- Alpioniscus caprai Alpioniscus feneriensis (Colosi, 1924)
- Alpioniscus christiani Potočnik, 1983
- Alpioniscus dispersus Alpioniscus feneriensis (Racovitza, 1907)
- Alpioniscus epigani Vandel, 1959
- Alpioniscus escolai Cruz & Dalens, 1989
- Alpioniscus feneriensis (Parona, 1880)
- Alpioniscus fragilis (Budde-Lund, 1909)
- Alpioniscus giurensis Schmalfuss, 1981
- Alpioniscus haasi (Verhoeff, 1931)
- Alpioniscus henroti Vandel, 1964
- Alpioniscus heroldi (Verhoeff, 1931)
- Alpioniscus herzegowinensis (Verhoeff, 1931)
- Alpioniscus iapodicus Bedek, Horvatović & Karaman, 2017
- Alpioniscus hirci sp. nov. Bedek & Taiti[1]
- Alpioniscus karamani Buturović, 1954
- Alpioniscus kratochvili (Frankenberger, 1938)
- Alpioniscus kuehni (Schmalfuss, 2005)
- Alpioniscus magnus (Frankenberger, 1938)
- Alpioniscus matsakisi Andreev, 1984
- Alpioniscus medius Spelaeonethes medius (Carl, 1908)
- Alpioniscus metohicus (Pljakić, 1970)
- Alpioniscus onnisi sp. nov. Taiti & Argano, 2019  [4][5]
- Alpioniscus sideralis sp. nov. Taiti & Argano, 2019[2][3]
- Alpioniscus skopjensis Buturović, 1955
- Alpioniscus slatinensis Buturović, 1955
- Alpioniscus strasseri (Verhoeff, 1927)
- Alpioniscus stochi sp. nov. Taiti & Argano, 2018[4]
- Alpioniscus thracicus Andreev, 1986
- Alpioniscus trogirensis Buturović, 1955
- Alpioniscus tuberculatus (Frankenberger, 1939)
- Alpioniscus vardarensis (Buturović, 1954)
- Alpioniscus vejdovskyi (Frankenberger, 1939)
- Alpioniscus velebiticus sp. nov. Bedek & Taiti[1]
- Alpioniscus verhoeffi (Strouhal, 1938)